# Józef Sumera
Józef Sumera (ur. 1923 w Mucharzu, zm. 12 sierpnia 2006 w Suchej Beskidzkiej) – polski artysta plastyk.
Absolwent Wydziału Malarstwa i Ceramiki PWSSP we Wrocławiu. Dyplom uzyskał w 1956 roku w katedrze profesora Eugeniusza Gepperta, Karola Estreichera i Stanisława Dawskiego. Debiutował w „Zachęcie” Warszawskiej w 1955 roku (konkurs). Uprawiał twórczość w dziedzinie malarstwa sztalugowego, w różnych technikach (olej, akwarela, rysunek, projekt mozaika, witraż). Jego ulubioną techniką była akwarela w której wypracował sobie charakterystyczną lekkość obrazów malowanych na mokrym papierze czerpanym. Częstym tematem prac był beskidzki pejzaż zimowy. Brał udział w licznych wystawach w kraju i za granicą. Wyróżnienie dyplomem „Srebrnym” na Międzynarodowej wystawie we Francji w Oisy – Boue. W 1986 otrzymał złoty medal od „Akademie Wallonne – Des Arts” w Charleroi – Belgia.
1 września 2005 roku został odznaczony przez Ministra Kultury Rzeczypospolitej Polskiej brązowym medalem „Zasłużony Kulturze Gloria Artis”.
Wybrane przedsięwzięcia indywidualne w Polsce i za granicą:
- 1965 – Bruay en Artois – Francja
- 1965 – Saint Quentin – Francja
- 1974 – Galeria „Rytm” – Kraków
- 1974 – Galeria „Kuźnia” – Kraków
- 1978 – Klub Empik – Tarnobrzeg
- 1978 – Dni Kultury Beskidzkiej – Żywiec
- 1978 – Billy Montigny – Francja
- 1978 – Ambasada Polska w Paryżu – Francja
- 1978 – Polska Akademia Nauk w Paryżu – Francja
- 1979 – BWA – Gdynia
- 1979 – BWA – Elbląg
- 1980 – Gdynia – Oksywie
- 1980 – Billy Montigny – Francja
- 1981 – Douai – Francja
- 1983 – Douai – Francja
- 1984 – Walenciennes – Francja
- 1984 – Oisy – Francja
- 1986 – Charleroi – Belgia
- 1988 – Sal le Noble – Francja
- 1993 – Nattheim – Niemcy
- 2000 – Dom Kultury – Wadowice
- 2001 – Zamek w Suchej Beskidzkiej
- 2003 – Dom Kultury – Mucharz
- 2003 – „Piwnica 12” ul. Wiślna – Kraków
- 2004 – Muzeum – Wadowice
- 2005 – Galeria Ośrodka Kultury im. C.K. Norwida – Kraków

Kilkaset prac znajduje się u kolekcjonerów krajowych i zagranicą: we Francji, Belgii, Niemczech, Hiszpanii, Austrii, Turcji i USA.
Józef Sumera należy do pokolenia „Kolumbów”.
Wysiedlony w 1940 roku z całą rodziną, wielokrotnie wracał przez „zieloną granicę” na rzece Skawie do Mucharza przyłączonego do Niemiec.
Nie ominął go przymusowy obóz pracy „Baudienst” w Prokocimiu.
Po wyzwoleniu działał w konspiracji AK.
Gdy zaczęły się prześladowania przez UB i kolega z grupy został aresztowany, pozostała tylko ucieczka na „ziemie odzyskane”.
Będąc już studentem Krakowskiej ASP, musiał w pośpiechu uciekać.
Józef Sumera został gajowym w Nadleśnictwie Chojnów.
Dopiero po kilku latach, po śmierci Stalina, mógł kontynuować studia w Wyższej Szkole Sztuk Plastycznych we Wrocławiu. Realizował wiele prac konserwatorskich w kościołach południowej Polski odnawiając polichromię oraz realizował projekty witraży.